# Ai-kata
ai-kata（あいかた）は、日本の演劇ユニット。男性俳優7人で構成されている。

## 概要
2009年10月、「劇団たいしゅう小説家present's」として上演された舞台『愛のかたまり』に出演した富田翔・早田剛・粟島瑞丸らが、「『愛のかたまり』メンバー」として脚本・演出の坪田塁と集結してイベントを行うようになる。後にユニット名を「愛のかたまり」とし、公演・イベントで活動。2010年から野久保直樹が参加。同年8月に公式サイト設立・ファンクラブ発足とユニット活動を本格化させる（同時期に坪田は離脱）。
2011年5月の公演『Nine Blood』から、ユニット名を「ai-kata」と改名。2012年12月上演の『OH!-ROOM!』を最後に全体公演はなくなり、2014年にファンクラブ業務を終了する。

## メンバー
- 富田翔
- 早田剛
- 粟島瑞丸
- 木村公一

1981年生。テレビドラマ『相棒』、『怨み屋本舗』や舞台『シティボーイズミックス』などに出演。
- 斎藤真吾

1973年生。脚本・演出を手掛けていた坪田塁とタレント・俳優のつるの剛士が立ち上げた劇団「キティママ社」の一員。
- 大芝孝平

1976年生。俳優業のほかナレーション業、脚本、演出、映像制作なども手掛けている。　
- 野久保直樹

マネジメント業務を株式会社ブレークポイントが請け負っているが、全員が同社所属の俳優というわけではない（ファンクラブ業務終了後の所属者は早田・大芝・野久保の3名）。2011年に新人オーディションを開催し、合格者はブレークポイント所属の俳優となったが、ai-kata加入には至っていない。

## 公演記録
愛のかたまり
作・演出：坪田塁
上演日程・会場：2009年10月30日 - 11月03日・MAKOTOシアター銀座
愛のかたまり -Valentine-
作・演出：坪田塁
上演日程・会場：2010年2月8日 - 2月14日・MAKOTOシアター銀座
More than this -愛のかたまり-
作・演出：坪田塁
上演日程・会場：2010年6月16日 - 6月20日・萬劇場
愛のかたまり -Summer-
作・演出：坪田塁
上演日程・会場：2010年7月14日 - 7月25日・萬劇場
セツナゲ -愛のかけら-
作：愛のかたまり（原案 坪田塁）・演出：青野裕介
上演日程・会場：2010年10月9日 - 10月25日・MAKOTOシアター銀座
客演：横田総之、与那嶺圭太
オリナカ
作・演出：金沢知樹
上演日程・会場：2011年2月2日 - 14日・萬劇場
Nine Blood
作・演出：増本庄一郎
上演日程・会場：2011年5月14日 - 22日・あうるすぽっと
客演：金橋良樹、仲原裕之、新宮乙矢
エンドレス
作・演出：青野祐介
上演日程・会場：2011年7月22日 - 31日・萬劇場
客演：新宮乙矢
FLY to the MOON!
作・演出：林邦應
上演日程・会場：2011年10月21日 - 30日・萬劇場
客演：南翔太
WHO IS SUNDAYMAN
作・演出：金沢知樹
上演日程・会場：2012年2月9日 - 19日・萬劇場
『(株)Dream show』〜略してドリショー〜
作・演出：島根さだよし
上演期間：2012年8月3日 - 12日・萬劇場
客演：塩川渉、八木優希
Cash Mob
作・演出：合馬百香
上演日程・会場：2012年10月5日 - 14日・萬劇場
客演：藤原習作、紅葉美緒、松川尚瑠輝
OH!-ROOM!
作・演出：藤森俊介
上演日程・会場：2012年12月26日 - 28日・萬劇場